# 575 (tal)
575 är det naturliga heltal som följer 574 och följs av 576.

## Matematiska egenskaper
- 575 är ett udda tal.
- 575 är ett sammansatt tal.
- 575 är ett defekt tal.
- 575 är ett palindromtal i det decimala talsystemet.

## Inom vetenskapen
- 575 Renate, en asteroid.